# Dawid Przepiórka
Dawid Przepiórka (ur. 22 grudnia 1880 w Warszawie, zm. w I poł. 1940 w Palmirach) – polski szachista i kompozytor szachowy pochodzenia żydowskiego, złoty medalista olimpijski, mistrz Polski, wicemistrz świata amatorów, działacz szachowy.

## Życiorys
Syn Izraela Przepiórki, bogatego warszawskiego inwestora budowlanego i Dwojry (Debory) Kon, córki lubelskiego rabina Szneura Zalmana Ladiera. Uznawany był za „genialne dziecko” – w 1892 r. rozegrał pokazową partię z mistrzem Janem Taubenhausem, którą wygrał. W 1895 r. opublikował swoje pierwsze zadania (dwuchodówki) w „Kurierze Warszawskim”. Maturę uzyskał eksternistycznie w VI Gimnazjum Męskim w Warszawie. W latach 1903–1905 studiował na wydziale matematyki Uniwersytetu Warszawskiego. W latach 1905–1914 przebywał w Niemczech, kontynuując studia na uniwersytecie w Getyndze, a następnie w Monachium. Lata I wojny światowej spędził w Szwajcarii. Uzyskany na turnieju w Coburgu w 1904 r. tytuł mistrza pozwolił mu uczestniczyć w turniejach międzynarodowych.
W pierwszych dekadach XX wieku był uczestnikiem prestiżowych turniejów czołówki światowej. Największe indywidualne sukcesy odniósł w 1926 roku. Wygrał wówczas turniej w Monachium (przed Jefimem Bogolubowem i Rudolfem Spielmannem) oraz zwyciężył w pierwszych mistrzostwach Polski w Warszawie. W 1928 r. zajął II miejsce (za Maxem Euwe) podczas oficjalnych mistrzostw świata amatorów w Hadze, zdobywając tytuł wicemistrza świata.
Był członkiem polskiej „złotej” drużyny olimpijskiej, która w 1930 r. w Hamburgu zdobyła złote medale, a rok później w Pradze – srebrne. Przepiórka osiągnął bardzo dobre rezultaty, odpowiednio 9 pkt (z 13 partii) i 10 pkt (z 17 partii).
Wśród miłośników szachów na całym świecie Przepiórka jest znany głównie jako autor kompozycji szachowych, specjalizujący się zwłaszcza w wielochodówkach. Opublikował około 160 zadań. Wychował wielu znanych problemistów, jego uczniami byli m.in. Marian Wróbel, Leon Tuhan-Baranowski i Aleksander Goldstein.
Był również działaczem szachowym, stał na czele Komitetu Organizacyjnego, który doprowadził do powstania Polskiego Związku Szachowego. Był wieloletnim wiceprezesem Polskiego Związku Szachowego i mecenasem, który wspierał finansowo PZSZach. Redagował (od 1920) dział szachowy w „Tygodniku Ilustrowanym”, w „Kurierze Polskim” i „Dookoła Świata”. W latach 1926–1933 był redaktorem naczelnym miesięcznika „Świat Szachowy”.
Został odznaczony Złotym Krzyżem Zasługi za zasługi w organizacji szachowej olimpiady w Warszawie w 1935 roku. W 1936 r. został pierwszym w historii Polakiem, który otrzymał tytuł Honorowego Członka Międzynarodowej Federacji Szachowej.
Podczas inwazji na Polskę w 1939 roku jego mieszkanie zostało zniszczone, a on przeprowadził się, aby dzielić mieszkanie z innym szachistą i swoim najbliższym współpracownikiem, Marianem Wróblem. W styczniu 1940 r. wraz z innymi miłośnikami szachów (ok. 30 osób, w tym Stanisław Kohn oraz Mojżesz Łowcki.) został aresztowany przez gestapo w kawiarni szachowej mieszczącej się w prywatnym mieszkaniu Franciszka Kwiecińskiego przy ulicy Marszałkowskiej 76 (róg Hożej). Cała grupa przebywała w areszcie śledczym przy ul. Daniłowiczowskiej. Tam Przepiórka wygłosił swój ostatni wykład poświęcony końcówkom: król i pion przeciwko królowi. Aresztowany wraz z Przepiórką Zygmunt Szulce kilka lat po wojnie opublikował wspomnienie o tych wydarzeniach. Podsumowując wywody Przepiórki, Szulce stworzył termin „linia Przepiórki”. Część szachistów przetrzymywanych na Daniłowiczowskiej została po kilku dniach wypuszczona. Osoby pochodzenia żydowskiego zostały przewiezione do więzienia Pawiak i w okresie styczeń–kwiecień 1940 rozstrzelane przez Niemców podczas masowych egzekucji w Palmirach.
Prócz niego w Palmirach zostali zabici również inni aresztowani u Kwiecińskiego szachiści: Stanisław Kohn, Achilles Frydman, Mojżesz Łowcki, Moryc Abkin i inż. Jakub Rabinowicz (zięć Dawida Przepiórki).
W 2023 Międzynarodowa Federacja Szachowa pośmiertnie odznaczyła Dawida Przepiórkę tytułem mistrza FIDE kompozycji szachowej.
Według retrospektywnego systemu Chessmetrics najwyżej sklasyfikowany był w lipcu 1929 r., zajmował wówczas 15. miejsce na świecie.

## Ordery i odznaczenia
- Złoty Krzyż Zasługi (12 października 1937)[13]

## Turnieje pamięci Dawida Przepiórki
Polski Związek Szachowy zorganizował turnieje szachowe (memoriały) pamięci Przepiórki w latach:
- w 1950 (Szczawno-Zdrój) – zwyciężył Paul Keres[14]
- w 1957 (Szczawno-Zdrój) – zwyciężył Jefim Geller[15]
- w 1983 (Warszawa) – zwyciężył Josif Dorfman[16]
- w 2019 (Warszawa) – zwyciężył Alexey Kislinsky[17][18]